# 恩隆
恩隆（约1790年代—？），字星伯，號抑菴，拜都氏，满洲正白旗人。清朝官员，进士出身。

## 生平
嘉庆二十一年（1816年）丙子科顺天乡试举人，道光二十五年（1845年）乙巳科进士。官刑部主事，袭轻车都尉，累官參領，能為六朝小文，有《演連珠》四首。

## 家族
- 始祖阿錫圖（c.1620s-?）。“阿錫圖，正白旗人，世居葉赫地方，國初來歸，原任前鋒叅領。其子克什圖由親軍校從征察哈爾，……授雲騎尉，卒，其子布蘭泰襲職，現任副都統署理馬蘭口總兵官印務。又阿錫圖之孫布達錫理原任驍騎校，曽孫永貴現任員外郎，元孫善柱原任八品官”（载《八旗滿洲氏族通譜》卷53）。
- 太高祖克什圖（c.1650s-?），親軍校，授雲騎尉。
- 高祖父布蘭泰（c.1670s-1752），官至巡抚，谥愨僖。
- 曾祖父永贵（1706-1783），乾隆年间协办大学士，军机大臣，谥文勤。
- 祖父瑛宝（号梦禅居士），是当时著名的画家，与刘墉、英和、法式善等名士有诗画往来。
- 伯祖父伊江阿（1744-1801），官至山东巡抚。妻葉赫那拉氏，其父鑲紅旗滿洲、湖南巡撫常鈞（胞兄浙江巡抚纳兰常安）。
- 父國壽（c.1770s-?），国学生，佐领。
- 姐妹拜都氏，贝勒尚善五世孙、乌里雅苏台将军、绥远城将军、察哈尔都统宗室祿普继妻；[3]其父宗室景煥，胞叔宗室景煌（妻李佳氏，其父镶黄旗汉军恭毅公李侍堯），胞叔宗室景熠（妻富察氏，其父內大臣傅玉，祖父莊慤公李榮保），祖父奉恩輔國公嵩椿。
- 族亲叔伯锺昌，嘉庆十四年进士，官侍郎；繼昌，嘉庆五年举人，官至布政使 [4][5]。